# Theodor Thürmer
Theodor Thürmer (* 4. Mai 1890 in Gräfendorf; † 1. Juni 1962 bei Bad Reichenhall) war ein deutscher Forstmann. Einem größeren Publikum ist er vor allem als Jäger und Jagdschriftsteller bekannt geworden.

## Leben und Wirken
Theodor Thürmer, der aus Unterfranken stammte, leitete ab 1931 das Forstamt Mauth-Ost im Bayerischen Wald. Zu den Spuren, die er in den ausgedehnten Wäldern zwischen Lusen und Dreisesselberg hinterließ, gehört vor allem deren fachgerechte Erschließung. Sein planerisches Talent bewies er nicht zuletzt mit der dort gebauten „Teufelsbachstraße“.
1937 wechselte er nach Bad Reichenhall, wo er bis zur Pensionierung 1955 das Forstamt Reichenhall-Nord leitete. Ihm war sehr wohl bewusst, was er als Forstmann dieser bedeutenden Kurstadt schuldig war. So ging er die Pflege der umliegenden Wälder auch immer unter diesem Gesichtspunkt an und berücksichtigte die Belange von Erholungssuchenden, Wanderern und Touristen. Dies prägte die Bergwälder unter der Reiter Alm, in den Schroffen des Lattengebirges und am Teisenberg. Durch seine Tätigkeit erwarb er sich in der Bürgerschaft großes Ansehen.
Größere Bekanntheit außerhalb seiner bayerischen Heimat erlangte Thürmer allerdings erst, nachdem er 1955 aus dem aktiven Forstdienst ausgeschieden war. So wählten ihn die Mitglieder des Bayerischen Forstvereins am 7. September 1955 in Bayreuth zum Nachfolger des überraschend verstorbenen Vorsitzenden Oberlandforstmeister Karl Crug. Als Vizepräsident des Deutschen Forstvereins wurde sein Name dann im forstlichen In- und Ausland zum Begriff.
Daneben war Thürmer ein Jäger von hohen Gnaden. Seine diesbezüglichen Erlebnisse veröffentlichte er im Ruhestand in verschiedenen Jagdzeitschriften. Diese urwüchsig, volkstümlich und humorvoll abgefassten Schilderungen machten ihn zu einem bekannten und beliebten Jagdschriftsteller, der so auch über die eigentlichen forstlichen Zirkel hinaus Bekanntheit erlangte. Unter dem Titel Die siebente Kugel. Jagd im Gebirg erschienen seine Erinnerungen 1960 im Paul Parey Verlag auch in Buchform.
Für den Ruhestand hatte er sich außerhalb von Bad Reichenhall oberhalb des Saalachsees ein Haus in der Bergeinsamkeit gebaut. Dort starb Oberforstmeister Theodor Thürmer am Morgen des 1. Juni 1962 im 73. Lebensjahr nach schwerer Krankheit an den Folgen eines Schlaganfalls.
Theodor Thürmer erhielt noch kurz von seinem Tod im Januar 1962 das Verdienstkreuz am Bande.
Sein Vater (auch Theodor Thürmer genannt) war einst Gendarm in Unterfranken und einer der ausgewählten sechs Männer, die Otto von Bismarck während seiner Kuraufenthalte in Bad Kissingen bewachten.

## Zitat
- "Trotz aller technischen Maßnahmen bis herab zum einwandfreien handwerklichen Können, dürfen wir nie vergessen, die großen Gedanken und Ziele dieses Berufes zu pflegen und vorwärts zu treiben. Ohne den Prometheusgedanken, ohne einen guten Schuß Idealismus geht es beim wahren Forstmann nicht." – Theodor Thürmer in einer Ansprache während der Tagung des Bayerischen Forstvereins 1959 in Würzburg[2]